# AAA-Saison 1910
Die AAA-Saison 1910 war die zweite offizielle Saison der nationalen Automobilmeisterschaft in den Vereinigten Staaten. Sie bestand aus 19 Rennen, die zwischen dem 5. Mai und dem 1. Oktober ausgetragen wurden. Die Saison bestand aus einzelnen Rennen, ohne dass ein Meistertitel vergeben wurde.

## Rennergebnisse
Es gab 19 Rennen, die auf 6 Veranstaltungen verteilt waren. Sonntags fanden keine Rennen statt. Die drei Rennen im Rahmen de Vanderbilt Cup wurden gleichzeitig ausgetragen.
| Nr. | Datum         | Ort (Staat)       | Rennen / Rennstrecke                                               | Fahrzeugklasse                | Distanz (mi / km) Runden  | Sieger         | Fahrzeug |
| --- | ------------- | ----------------- | ------------------------------------------------------------------ | ----------------------------- | ------------------------- | -------------- | -------- |
| 01  | 05. Mai       | Atlanta (GA)      | Atlanta Speedway Trophy Race Atlanta Motordrome (UO)               | Serienfahrgestell, 301–405 ci | 200 / 321,9 100 Runden    | Ray Harroun    | Marmon   |
| 02  | 06. Mai       | Atlanta (GA)      | Atlanta Race 2 Atlanta Motordrome (UO)                             | Serienfahrgestell, 161–230 ci | 60 / 96,6 30 Runden       | Bill Endicott  | Cole     |
| 03  | 06. Mai       | Atlanta (GA)      | Atlanta Race 3 Atlanta Motordrome (UO)                             | unbekannt                     | 50 / 80,5 25 Runden       | Herbert Lytle  | American |
| 04  | 07. Mai       | Atlanta (GA)      | Atlanta Automobile Association Trophy Race Atlanta Motordrome (UO) | 451–600 ci                    | 200 / 321,9 100 Runden    | Tom Kincade A  | National |
| 05  | 27. Mai       | Indianapolis (IN) | Prestolite Trophy Race Indianapolis Motor Speedway (ZO)            | 451–600 ci                    | 100 / 160,9 40 Runden     | Tom Kincade    | National |
| 06  | 28. Mai       | Indianapolis (IN) | Wheeler-Schebler Trophy Race Indianapolis Motor Speedway (ZO)      | unbekannt                     | 200 / 321,9 80 Runden     | Ray Harroun    | Marmon   |
| 07  | 30. Mai       | Indianapolis (IN) | Remy Brassard Trophy Race Indianapolis Motor Speedway (ZO)         | 231–300 ci.                   | 50 / 80,5 20 Runden       | Ray Harroun    | Marmon   |
| 08  | 02. Juli      | Indianapolis (IN) | Remy Brassard Trophy Race Indianapolis Motor Speedway (ZO)         | unbekannt                     | 100 / 160,9 40 Runden     | Bob Burman     | Buick    |
| 09  | 04. Juli      | Indianapolis (IN) | Cobe Trophy Race Indianapolis Motor Speedway (ZO)                  | unbekannt                     | 200 / 321,9 80 Runden     | Joe Dawson     | Marmon   |
| 10  | 26. August    | Elgin (IL)        | Kane County Trophy Race Elgin Road Race Course (T)                 | 231–300 ci                    | 161,88 / 260,5 20 Runden  | Dave Buck      | Marmon   |
| 11  | 26. August    | Elgin (IL)        | Illinois Trophy Race Elgin Road Race Course (T)                    | 301–450 ci                    | 194,256 / 312,6 24 Runden | Al Livingstone | National |
| 12  | 27. August    | Elgin (IL)        | Elgin National Trophy Elgin Road Race Course (T)                   | bis 600 ci                    | 291,384 / 468,9 36 Runden | Ralph Mulford  | Lozier   |
| 13  | 03. September | Indianapolis (IN) | Indianapolis Race 6 Indianapolis Motor Speedway (ZO)               | unbekannt                     | 100 / 160,9 40 Runden     | Eddi Hearne    | Benz     |
| 14  | 03. September | Indianapolis (IN) | Remy Grand Trophy Race Indianapolis Motor Speedway (ZO)            | unbekannt                     | 100 / 160,9 40 Runden     | Howdy Wilcox   | National |
| 15  | 05. September | Indianapolis (IN) | Indianapolis Race 8 Indianapolis Motor Speedway (ZO)               | offen                         | 50 / 80,5 20 Runden       | Eddi Hearne    | Benz     |
| 16  | 05. September | Indianapolis (IN) | Indianapolis Race 9 Indianapolis Motor Speedway (ZO)               | Stock class bis 600 ci        | 200 / 321,9 80 Runden     | Johnny Aitken  | National |
| 17  | 01. Oktober   | Long Island (NY)  | Massapequa Sweepstakes Long Island Motor Parkway (T)               | Stock class 161–230 ci        | 126,4 / 203,4 10 Runden   | Bill Endicott  | Cole     |
| 18  | 01. Oktober   | Long Island (NY)  | Wheatley Hills Sweepstakes Long Island Motor Parkway (T)           | Stock class 231–300 ci        | 189,6 / 305,1 15 Runden   | Frank Gelnaw   | Falcar   |
| 19  | 01. Oktober   | Long Island (NY)  | William K. Vanderbilt Cup Long Island Motor Parkway (T)            | Stock class 301–600 ci        | 278,08 / 447,5 22 Runden  | Harry Grant    | Alco     |

- Erklärung: T: temporärer Straßenkurs, UO: unbefestigtes Oval, ZO: Ziegelsteinoval

A auch Kincaid geschrieben; Kincade wurde laut champcarstats.com zwischendurch von Johnny Aitken abgelöst

## Bester Fahrer

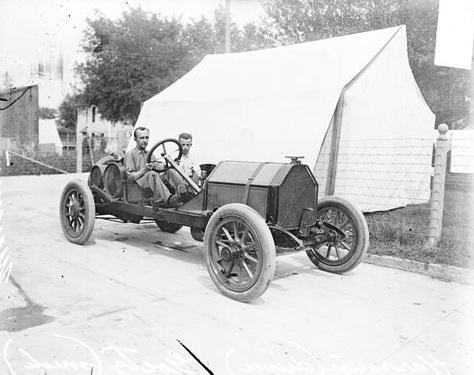
Ray Harroun und Mechaniker Goetz in Elgin

Ralph Mulford wurde von der Zeitschrift Motor Age zum besten Fahrer des Jahres gewählt. 1927 wurden für mehrere Saisons rückwirkend Meisterschaften berechnet. Hier lag Ray Harroun vorne. Diese Titel werden jedoch nicht als offiziell betrachtet.